# 國際醫療科學期刊
國際醫療科學期刊(International Journal of Medical Sciences；簡稱 IJMS)為一分由愛維史普林國際出版公司(Ivyspring International Publisher)所發行的开放获取醫學期刊。本期刊內容含蓋著有關人體疾病研究的基本醫療科學，臨床及實驗研究等之不同的領域。

## 外部連結
- International Journal of Medical Sciences （页面存档备份，存于）
- IJMS Mirror Site
- IJMS Mirror Site 2 （页面存档备份，存于）
- Ivyspring International Publisher （页面存档备份，存于）